# Марія Заньковецька (монета)
«Марі́я Занькове́цька» — ювілейна монета номіналом 2 гривні, випущена Національним банком України, присвячена 150-річчю від дня народження видатної актриси, громадської діячки, одній з основоположників українського національного театру, першій народній артистці України (1923) — Марії Костянтинівні Заньковецькій.
Монету введено в обіг 15 червня 2004 року. Вона належить до серії «Видатні особистості України».

## Опис монети та характеристики
| Номінал грн. | Метал      | Маса, г | Діаметр, мм | Якість виготовлення | Гурт     | Тираж, штук |
| ------------ | ---------- | ------- | ----------- | ------------------- | -------- | ----------- |
| 2            | нейзильбер | 12,8    | 31,0        | звичайна            | рифлений | 30 000      |

### Аверс
На аверсі на дзеркальному тлі розміщено малий Державний Герб України, написи «УКРАЇНА» (угорі), «2 ГРИВНІ/2004» (унизу); зображено стилізовану квітку (у центрі), ця композиція праворуч обрамлена стилізованою сценічною завісою. Також на монеті розміщено логотип Монетного двору Національного банку України.

### Реверс
На реверсі монети на передньому плані праворуч зображено портрет Марії Заньковецької, на другому плані — стилізований квітковий орнамент та по колу ліворуч розміщено напис «МАРІЯ ЗАНЬКОВЕЦЬКА», унизу — роки життя «1854—1934».

## Автори

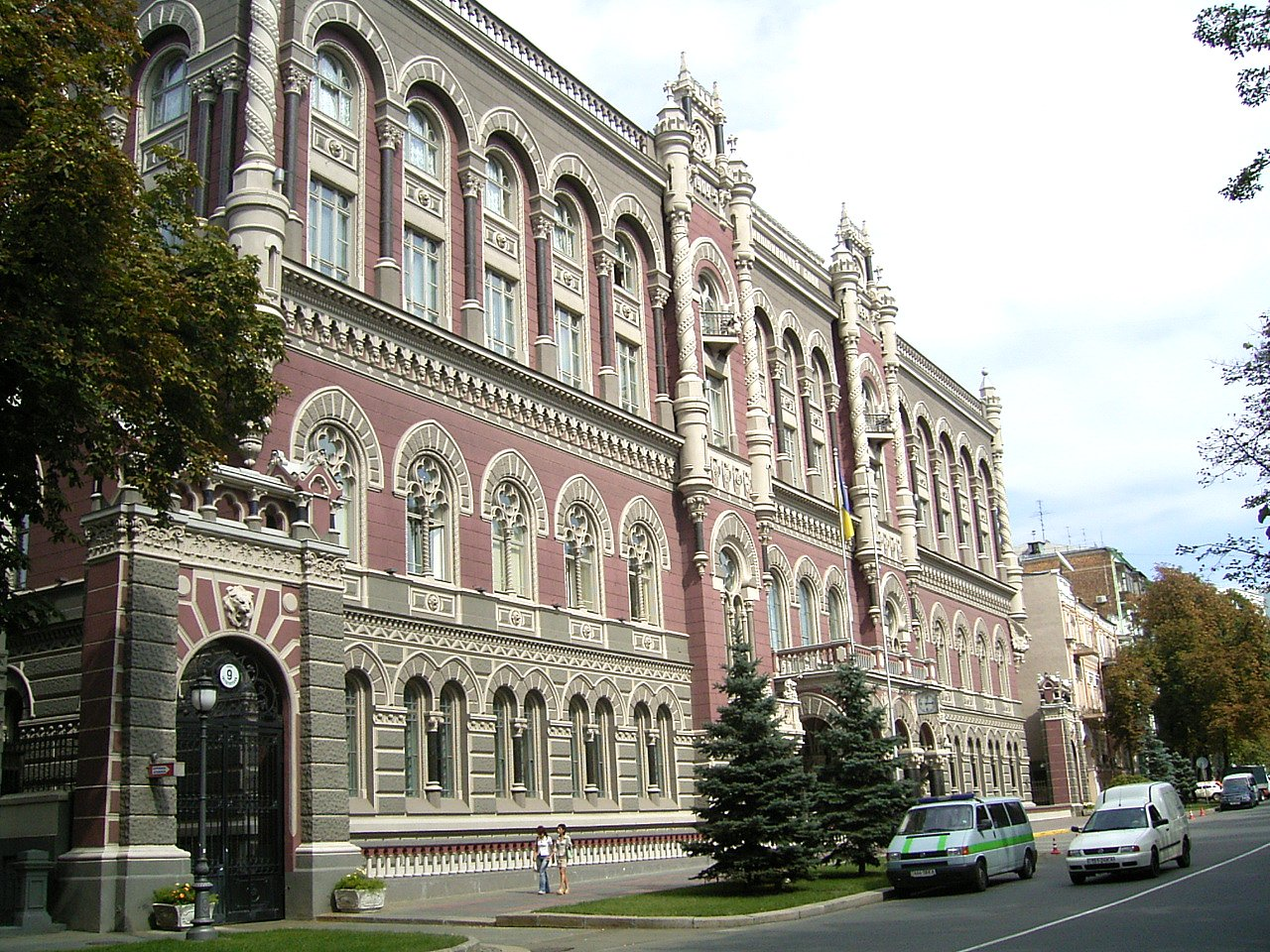
Будівля Національного банку України

- Художники: Таран Володимир, Харук Олександр, Харук Сергій.
- Скульптор — Чайковський Роман.

## Вартість монети
Під час введення монети в обіг 2004 року, Національний банк України розповсюджував монету через свої філії за номінальною вартістю — 2 гривні.
Фактична приблизна вартість монети з роками змінювалася так:
| Рік        | 2010 | 2011 | 2012 | 2013 | 2014 | 2015 | 2016 | 2017 | 2018 | 2019 | 2020 | 2021 | 2022 | 2023 | 2024 | 2025 |
| ---------- | ---- | ---- | ---- | ---- | ---- | ---- | ---- | ---- | ---- | ---- | ---- | ---- | ---- | ---- | ---- | ---- |
| Ціна, грн. | 20   | 25   | 30   | 30   | 35   | 45   | 50   | 70   | 90   | 95   | 100  | 105  | 105  | 250  | 300  | 310  |